# Petr Blahuš (profesor)
Petr Blahuš (23. ledna 1944 Praha – 19. července 2010) byl český matematický statistik a metodolog, který se věnoval především psychometrice, kinantropologii a behaviorálním vědám. V letech 1990 až 1994 byl proděkanem Fakulty tělesné výchovy a sportu Univerzity Karlovy a od roku 1994 do roku 1997 zde působil jako prorektor.

## Životopis
V mládí se věnoval aktivně sportu. Jako gymnasta se účastnil několika soutěží v nichž získal několik titulů. Tělesnou výchovu se rozhodl i studavat pod dohledem, a později i spolupracovníkem Stanislavem Čelikovskim. V roce 1968 absolvoval magisterské studium na Fakultě tělesné výchovy a sportu Univerzity Karlovy. Poslední dva roky studia byl technickým asistentem na katedře anatomie a biomechaniky. Jeho specializací byly kvantitativní metody výzkumu a teorie vzdělávání. Také se účastnil některých vybraných externích kurzů statistiky na Matematicko-fyzikální fakultě Univerzity Karlovy, kurzů obecné biologie a antropologie na Přírodovědecké fakultě Univerzity Karlovy a kurzů matematické ekonomie na pražské Vysoké škole ekonomické v Praze. V roce 1969 absolvoval postgraduální studium na Filozofické fakultě Univerzity Karlovy, zabývající se tématy jako dějiny západní filosofie, obecná psychologie a filosofie vědy. Další rok prošel postgraduálním kurzem pravděpodobnosti a statistiky na Matematicko fyzikální fakultě Univerzity Karlovy. Po dokončení těchto mezioborových studií se zaměřil na kvantitativní metody. V roce 1974 obhájil svou disertační práci „Srovnání a generalizace modelů faktorové analýzy a jejich aplikace na zjišťování struktury pohybových schopností“. Od roku 1968 do roku 1976 pracoval na oddělení antropomotoriky a metodologie Fakulty tělesné výchovy a sportu. V roce 1976 se stal asistentem profesora oddělení teorie a metodologie. V roce 1979 obhájil habilitační práci “Statistické modely s latentní proměnnou ve výzkumu vzdělávání a řízení” a stal se docentem. V letech 1982–1990 byl ve vedení oddělení matematických metod a experimentálních technik Psychologického ústavu Československé akademie věd. V roce 1989 obhájil svou “Teorii aplikace statistických metod ve společenských vědách” a získal titul Dr.Sc. V roce 1992 byl jmenován profesorem. V roce 1994 byl jmenován prorektorem Fakulty tělesné výchovy a sportu Univerzity Karlovy. Akademický rok 2001 strávil ve Spojených státech amerických jako hostující profesor na Psychological Statistics and Mathematical Psychology with Multivariate Psychometrics na katedře Psychology and Neuroscience na Brigham Young University v Provu, v Utahu.
Byl členem American Psychological Association, American Educational Research Association a České kinantropologické společnosti. Jako profesor přednášel ve Spojených státech amerických, Kanadě, Slovinsku a Chorvatsku. Publikoval literaturu o antropometrice, pohybových schopnostech a také práce o statistice a faktorové analýze.

## Soukromí
Byl ženatý, se svou manželkou Evou měl tři děti, dcery Janu a Kristýnu a syna Filipa. V mládí se věnoval gymnastice, v dospělosti horolezectví a lezení ve skalách.